# Gasthaus Isis Goldener Engel
Das Gasthaus Isis Goldener Engel ist ein Gebäude im Markt Garmisch-Partenkirchen in Oberbayern. Das Haus ist auf Basis des Denkmalschutzgesetzes vom 1. Oktober 1973 ein Baudenkmal, die Akten-Nummer lautet D-1-80-117-36.

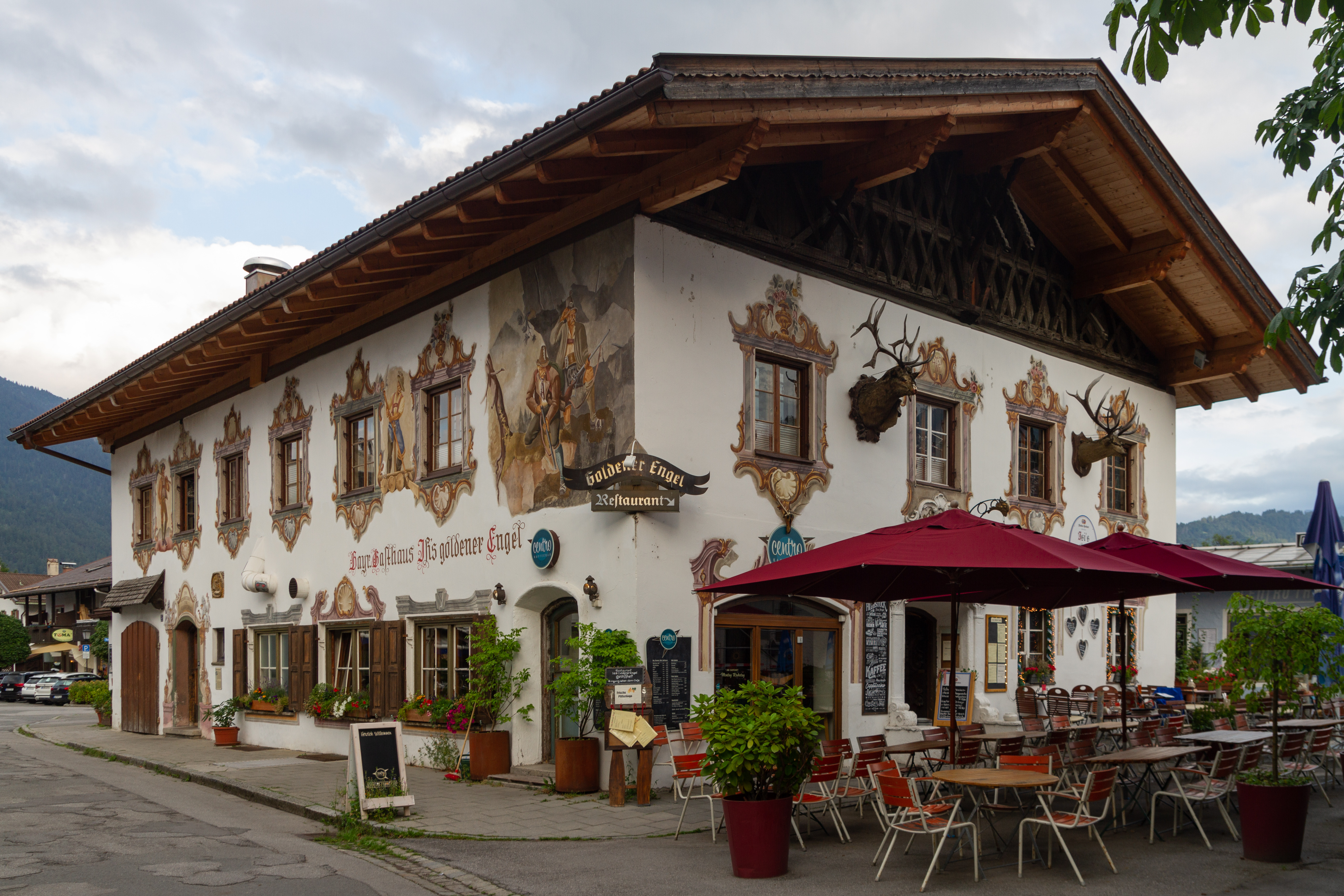
Der Gasthof „Goldener Engel“

Das 1736 erbaute Gebäude besitzt einen Zierbundgiebel und eine reiche, jedoch moderne Fassadenbemalung. Die Steine zum Bau des Hauses stammen wahrscheinlich von der aufgelassenen Burg Werdenfels. Mittlerweile sind in dem Gebäude im ersten Stock ein Wohnbereich, im Erdgeschoss  eine Gaststätte und ein Café sowie im Keller eine Bar untergebracht.